# باري كارب
باري كارب (بالإنجليزية: Barrie Karp)‏ هي فيلسوفة ورسامة ومصورة أمريكية، ولدت في 1945.